# Brachydesmus doboiensis
Brachydesmus doboiensis är en mångfotingart som beskrevs av Karl Wilhelm Verhoeff 1901. Brachydesmus doboiensis ingår i släktet Brachydesmus och familjen plattdubbelfotingar. Inga underarter finns listade i Catalogue of Life.